# Van der Elst (familie)
Van der Elst is een geslacht waarvan leden sinds 1894 tot de Belgische adel behoren.

## Ouders
In 1894 werd opname in de Belgische erfelijke adel verleend aan de broers Georges (1848-1919) en Léon van der Elst (1856-1933). 
Ze waren de zoons van de vroeg gestorven ouders François-Zénon van der Elst (1820-1860) en Barbara t'Kint de Roodenbeke (1824-1861).

## Georges van der Elst
- Georges François Ernest Philomène Marie van der Elst (Brussel 30 juli 1848 - 29 december 1919), werd samen met zijn broer in 1894 in de erfelijke adel opgenomen. Hij trouwde in Brussel in 1875 met Françoise Masquelin (1853-1903) en ze hadden twee dochters en een zoon.
  - René van der Elst (1877-1947), ambassaderaad, verkreeg in 1925 de titel baron, overdraagbaar bij eerstgeboorte. Hij trouwde in Parijs in 1911 met Marie-Josèphe de la Sayette (1886-1976). Ze hadden drie dochters, van wie de oudste, Marie-Louise (°1912), religieuze werd onder de naam Mère Ghislaine-Marie, en een zoon.
    - Jean van der Elst (1917-2008) trouwde in 1943 in Elene met barones Geneviève della Faille d'Huysse (°1918), dochter van Idesbald della Faille d'huysse (°1885), burgemeester van Zwijnaarde en vermoord in Levergem op 12 augustus 1944, en van gravin Gabrielle de Beauffort. Het echtpaar van der Elst had drie dochters, wat het uitsterven van deze familietak voorspelt.

## Léon van der Elst
- Léon van der Elst (1856-1933), ambassadeur.